# Fürstenspiegel
Als Fürstenspiegel bezeichnet man ermahnende und belehrende Schriften, die an einen König, Fürsten (princeps) oder dessen Sohn gerichtet sind und ihm die Tugenden und Pflichten eines Herrschers und Grundsätze richtigen Regierens darlegen. Die meisten Fürstenspiegel stammen aus dem Mittelalter und der Frühen Neuzeit, es gab aber Vorläufer in der Antike und zum Beispiel eine eigenständige Entwicklung in Byzanz.

## Antike, Spätantike und Byzanz
Als Vorläufer aus der Antike sind die Institutio Cyri Xenophons, die kyprischen Reden (Rede des Nikokles [2.], Rede des Nikokles an die Zyprioten [3.], und Euagoras [9.]) des Isokrates sowie Senecas Werk De clementia und die Rede Plinius des Jüngeren auf Kaiser Trajan zu nennen. Wesentliche Grundlagen waren schon vorher im Altertum zum einen bei Homer, vor allem in der Odyssee,  und in der klassischen griechischen Theorie über den Staat (Aristoteles) gelegt worden, in der Spätantike wirkten die Plutarch zugeschriebene Institutio Traiani und die Schrift des Martin von Braga (Bracara) Formula vitae honestae als Vermittler.
Stärkeren Einfluss als diese eher weltlich-säkular ausgerichteten Texte hatte im Mittelalter durchweg die von der Bibel und den Kirchenvätern (Augustinus und Gregor dem Großen – dazu auch Isidor von Sevilla) bestimmte theokratische Sichtweise, die in Gott Ursprung, Norminstanz und Ziel jeder Herrschaft sah. Sie fand ihren Niederschlag in Werken, die für die Ausbildung der Gattung wesentliche inhaltliche und formale Prägeelemente lieferten: In der irischen Schrift De duodecim abusivis saeculi (sogenannter Pseudo-Cyprian im 7. Jahrhundert), in geistlichen Mahnschreiben der Merowingerzeit und der frühen Karolingerzeit, in Brieftexten von Zeitgenossen Karls des Großen (Cathwulf oder Alkuin von York).
Im Byzantinischen Reich entwickelte sich von eigenen Vorbedingungen her Fürstenspiegel sui generis. Die Gattung setzt bei Synesios von Kyrene (4. Jahrhundert) in der Spätantike ein, findet einen ersten Höhepunkt im Fürstenspiegel des Agapetos für Kaiser Justinian I. († 565) und bleibt in unterschiedlichen Ausprägungen bis in das 15. Jahrhundert produktiv.

## Frühmittelalter

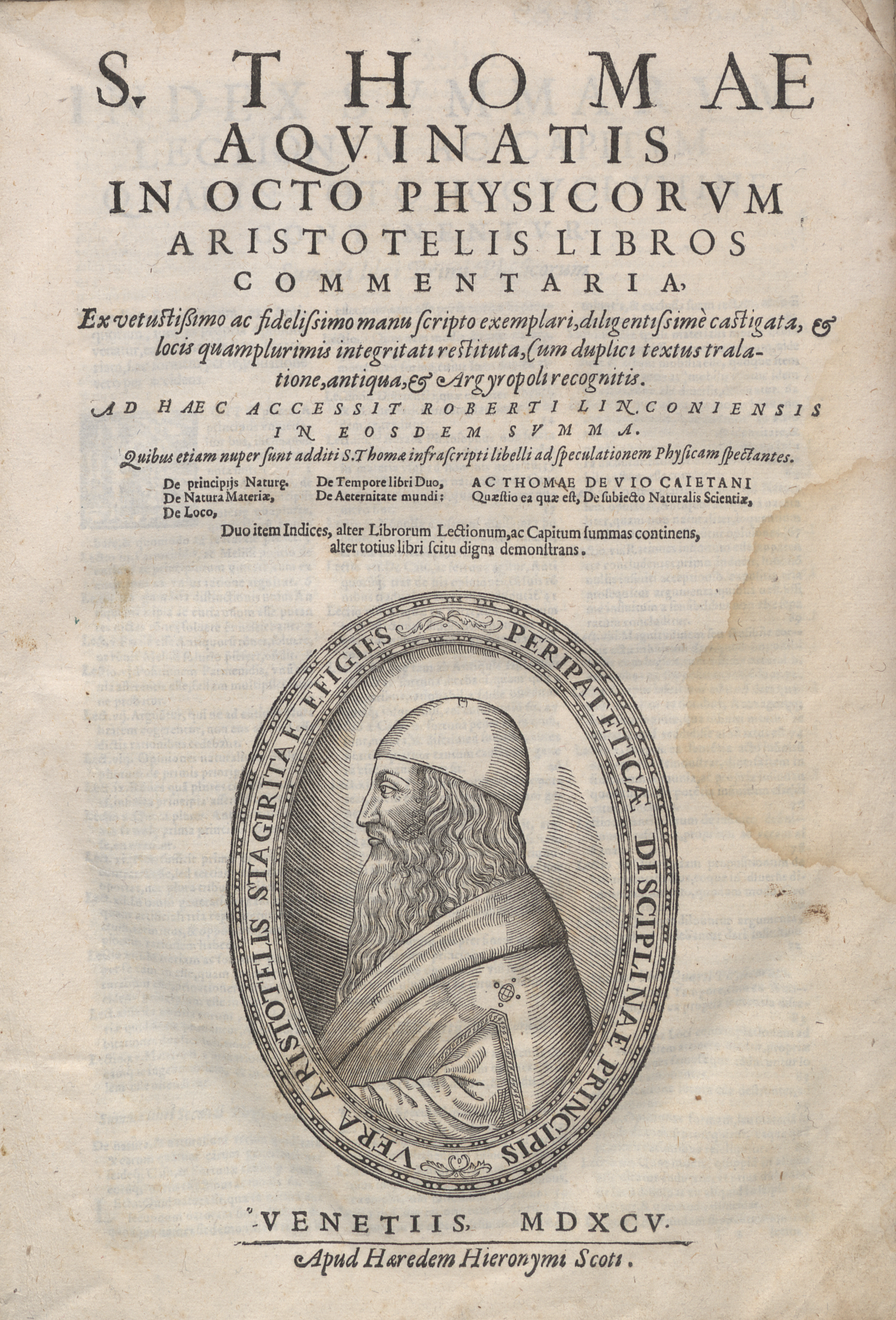
Super Physicam Aristotelis, 1595

Im Westen Europas markieren frühmittelalterliche Autoren aus dem aquitanischen Raum den Übergang zu gestalteten und selbständigen Werken: Smaragd von Saint-Mihiel (Via regia, um 810–814 für Karl den Großen oder Karls Sohn Ludwig den Frommen) und Ermoldus Nigellus (versifizierter Spiegel, 828 für Ludwigs Sohn Pippin). Die über die starke biblische Fundierung und allgemeine christliche Tugendlehre hinaus markanten neuen Akzentuierungen (Gedanke der Gleichheit aller, Scheidung zwischen Amt und Person des Herrschers, Wertung des gesalbten Herrschers als vicarius Christi) bilden charakteristisch fortentwickelte Elemente bei den weiteren aus der Karolingerzeit zu nennenden Verfassern von Fürstenspiegeln: Jonas von Orléans (829/831), Sedulius Scottus (Liber de rectoribus Christianis um 855) und Hinkmar von Reims mit verschiedenen Werken (873, 882) für seinen König Karl den Kahlen.

## Hochmittelalter
Im römisch-deutschen Reich des Hochmittelalters ist die Gattung zunächst nicht gepflegt worden. Eigenwillige Neuformen bieten hier im späten 12. Jahrhundert Gottfried von Viterbo und etwa ein halbes Jahrhundert später Johannes von Viterbo. Mit seinem Speculum regum für Kaiser Friedrich Barbarossas Sohn Heinrich VI. verbindet Gottfried das ansatzhaft scholastisch bestimmte Ideal des rex litteratus mit starker Legitimierung der staufischen Dynastie, die in Kontinuität zur Antike und zu Karl dem Großen gesehen ist. Im sozialen Milieu Italiens wurzelt die neue Form des Regentenspiegels, wie ihn der kaiserliche Assessor Johannes von Viterbo mit seinem Liber de regimine civitatum für die Amtsträger (Podestà) bietet (1228).
Noch stärker ausgeformt begegnen Elemente weltlicher Herrschaftssicht nach antikem Vorbild bei englischen und französischen Autoren, bei Johannes von Salisbury in seinem 1159 publizierten Werk Policraticus und in der Exegese-Ausarbeitung des Hélinand von Froidmont (um 1200). In Reaktion auf die bei diesen Autoren, die selbst keine Fürstenspiegel verfassten, entwickelten neuen Perspektiven entstanden Fürstenspiegel im Umkreis der französischen Monarchie, die sich um eine Rettung der Tradition bemühten: die Eruditio regum et principum des Gilbert von Tournai (1259) und die Schrift De morali principis institutione des Vinzenz von Beauvais (um 1264).
Unter dem Einfluss des Aristoteles und des ursprünglich arabischen Textes Secretum secretorum erlangte die Gattung in der Scholastik ihre Blüte. Thomas von Aquin († 1274), besonders Aegidius Romanus († 1316) mit dem normsetzenden Fürstenspiegel De regimine principum für den französischen Thronfolger Philipp den Schönen und auch Engelbert von Admont (um 1300) sind hier zu nennen.
Um 1305 entstand im Auftrag der Jeanne de Navarre (deutsch Johanna von Navarra; 1273–1305); die lateinische Schrift Speculum dominarum von Durand de Champagne, dem Beichtvater von Jeanne de Navarra, ein auch als Miroir des Dames ins Französische übersetzter, weitgehend auf den geistlichen Bereich beschränkter „Fürstinnenspiegel“.

## Spätmittelalter und Frühe Neuzeit
Im Spätmittelalter entstanden in Skandinavien, England, Spanien und Frankreich zahlreiche nationale, auf das eigene Königreich bezogene Spiegel. Im Reich setzten die Spiegeltexte für Regenten der Territorialherrschaften ein (unter anderem Philipp von Leyden ab 1355 mit seinem stark staatsrechtlich geprägten Werk De cura reipublicae et sorte principantis).
Der Renaissance-Humanismus brachte neue Spiegel hervor. Mit der Akzentuierung des Pädagogischen, der Geschichte und der Antike wies Petrarca (1383) die Richtung. Die Spiegel kamen wieder in Verbindung zur (habsburgischen) Monarchie des Reiches. Bekannte Beispiele aus der Feder des Enea Silvio Piccolomini sind sein Traktat für Herzog Sigmund (1443) und „De liberorum educatione“ (der sog. „Ladislaustraktat“) (1450). Der elsässische Humanist Jakob Wimpfeling schrieb drei Traktate: „Philippica“ für den späteren Fürstbischof Philipp von der Pfalz (1498) und „Agatharchia“ für seinen Bruder Pfalzgraf Ludwig V. (1498) und „Carmen heroicum hecatosticon“ für Herzog Eberhard im Bart (1495).
Erasmus von Rotterdam bot hier mit seiner 1516 publizierten Institutio principis christiani die Klassisches und Christliches verbindende Klimax. Zur gleichen Zeit schuf Niccolò Machiavelli mit seinem Werk Il principe (1513, erschienen 1532) das Gegenbild zum christlich-naturrechtlichen Ideal des Herrschers. Er rief große Gegenschriften sowohl reformatorischer als auch gegenreformatorischer Autoren hervor (Innocent Gentillet 1576 oder Pedro de Ribadeneira 1595). War mit Machiavelli die Idee der Staatsräson beherrschend geworden, so war diese in den konfessionell bestimmten zahlreich vorhandenen Texten des 16., 17. und 18. Jahrhunderts im Reich zunächst noch kaum vertreten. Reinhard Lorich (1537) und Jakob Omphal (1550) verbanden traditionelle Herrschertugend mit neuer juristischer Verwaltungslehre. Melchior von Ossa (Politisches Testament 1555/1556), Georg Engelhard von Löhneysen (Aulico-politica 1622/1624), Veit Ludwig von Seckendorff (Teutscher Fürstenstaat 1656) und François Fénelon (Telemaque 1699) formen diese Perspektive aus. 

## Ausklang
Mit dem 17. Jahrhundert ist der Hochpunkt der Fürstenspiegel erreicht. Zu Beginn des 18. Jahrhunderts versuchen Theologen eine christliche Klugheitslehre einfließen zu lassen. Als ein auf moraltheologischer Grundlage erstellter Fürstenspiegel wird das Kapitel Von der Christlichen Klugheit der Könige, Fürsten und Regenten im Benimmbuch der Curieuse Affecten-Spiegel von Johann Gottfried Gregorii (alias Melissantes) aus dem Jahr 1715 angesehen.
Ein interessanter Sonderfall der Fürstenspiegel ist die Auseinandersetzung des Kronprinzen Friedrich von Preußen mit dem Principe Machiavellis. Der Antimachiavel wurde 1739/1740 (beendet 1. Februar 1740) geschrieben und von Voltaire im September und Oktober 1740 in zwei Ausgaben in Den Haag veröffentlicht. Der Verfasser war zu diesem Zeitpunkt (seit 31. Mai 1740) König in Preußen. Der Antimachiavel kann als Fürstenspiegel an sich selbst gelesen werden, also als Sammlung von Überlegungen zu der zukünftigen eigenen Regierungstätigkeit. Gerade deswegen ist der Vergleich dieser theoretischen Ausführungen mit der späteren Amtsführung Friedrichs des Großen interessant.
Eine berühmte Ironisierung des als nicht mehr tragfähig erachteten Genres war zuletzt Christoph Martin Wielands Roman Der goldene Spiegel, oder die Könige von Scheschian. Eine wahre Geschichte von 1772.
Viele der in den Fürstenspiegeln aufgeworfenen Fragen und Themen sind nach wie vor aktuell und von Interesse für Politikwissenschaftler und aktive Politiker.

## Islamische Fürstenspiegel
Das literarische Genre des Nasīhatnāme (osmanisch نصيحت نامه İA Naṣīḥat-nāme, deutsch ‚Fürstenspiegel‘) hat auch in der Literatur der islamischen Welt eine lange Tradition. Die islamischen Fürstenspiegel befassen sich vor allem mit der Frage nach Ordnung und Unordnung in Regierung und Gesellschaft. Der Herrscher wird als Verkörperung der Gerechtigkeit angesehen, und als ihr Garant gegenüber den Untertanen. Die Idee des „Kreises der Gerechtigkeit“ enthält die Vorstellung, dass die Gerechtigkeit des Herrschers das Wohlergehen der Untertanen sichere; dieses wiederum festige und stärke die Herrschaft. Breche der „Kreis der Gerechtigkeit“, könne die Gesellschaft nicht mehr richtig funktionieren. Einen frühen arabischen Fürstenspiegel stellt der im 10. Jahrhundert am Omayyaden-Hof entstandene, sogenannte Volksherrschaftsbrief (Risāla fīs-siāsa al-‚āmmīya‘; Hauptteil der pseudoaristotelischen Schrift Secretum secretorum) dar. Bekannte islamische Fürstenspiegel sind beispielsweise das Siyasatnama des seldschukischen Wesirs Nizam al-Mulk (1018–1092), das Kitâb al-Ishâra von al-Imam al-Hadrami oder das Naṣīḥat al-salāṭīn des osmanischen Schriftstellers Gelibolulu Mustafa Âlî (1541–1600).